# Tukur Buratai

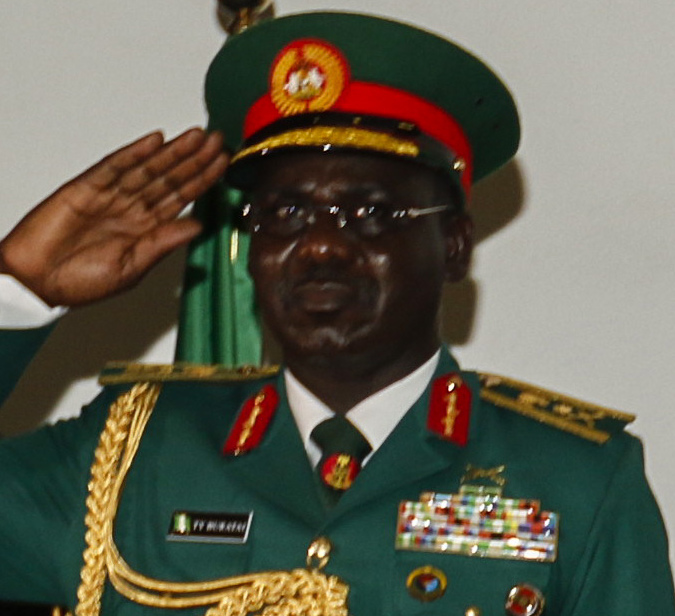
Tukur Buratai, 2018

Tukur Yusuf Buratai (* 24. November 1960 in Buratai) ist ein ehemaliger Generalmajor der nigerianischen Armee und war bis zum 26. Januar 2021 der Generalstabschef der nigerianischen Streitkräfte. Seit 2021 ist er nigerianischer Botschafter in Benin.

## Leben

### Jugend und Ausbildung
Tukur Yusuf Buratai wuchs in Buratai in Borno auf, eine Gegend, die sehr unter dem Terror der Boko Haram litt. Sein Vater war Unteroffizier der Royal West African Frontier Force und kämpfte im Zweiten Weltkrieg für Burma (heute: Myanmar). Die Schule besuchte er in Maiduguri. Nach seinem Abschluss ging er auf die Nigeria Defence Academy (NDA). Dort bestand er sein Kadettentraining und kam am 17. Dezember 1983 als Second Lieutenant zur Infanterie der nigerianischen Armee.

### Militärische Karriere
Von 1984 bis 1986 war er Platoon Commander des 26 Amphibious Battalion Elele in Port Harcourt und anschließend militärischer Beobachter bei der United Nations Verification Mission II in Angola. Anschließend wurde er wieder Platoon Commander, diesmal beim 26 Guards Battalion bis 1987. Von 1991 bis 1994 war er in der gleichen Einheit Company Second in Command (Coy 2ic). Von 1994 bis 1005 war er erneut Platoon Commander, diesmal im Lagos Garrison Command Camp. Von 1995 bis 1998 war er Stabsoffizier im State House. 1998 wurde er zum kommandieren Offizier des 82. motorisierten Bataillons ernannt.
2001 wurde er Leiter des Armed Forces Command and Staff College, Jaji. Dort wurde ihm das „Pass Staff College Dagger“ verliehen, eine der höchsten Auszeichnungen der Institution.
Bevor Tukur Buratai Stabschef wurde, war er Oberbefehlshaber der Multinational Joint Task Force (regionale Anti-Terror-Eingreiftruppe), die sich aus Armeekräften aus Kamerun, dem Benin, Tschad, Nigeria, Niger und Benin zusammensetzt. Am 13. Juli 2015 wurde Buratai von dem nigerianischen Präsidenten Muhammadu Buhari zum Generalstabschef berufen. Er folgte Alex Badeh nach, der den Vormarsch der islamistischen Terrormiliz Boko Haram bisher in weiten Teilen des Landes nicht aufhalten konnte. Buratai war erfolgreicher als sein Vorgänger. Er konzentrierte sich auf den Nordosten des Landes und konnte einige Erfolge vorweisen. Unter seiner Leitung wurde das Militär reformiert und neu aufgestellt. Jedoch geschah in seiner Amtszeit auch das Zaria-Massaker, bei dem 348 Zivilisten getötet wurden, das ihm fast seine Stellung kostete.

### Nach dem Militärdienst
Am 26. Januar 2021 wurde er von Muhammadu Buhari aus dem Dienst entlassen. Vorausgegangen waren Rufe der Bevölkerung und mehrerer NGOs nach einem Umbau des Militärs. Bei einem Militäreinsatz in Lagos unter Turukais Befehlsgewalt waren zuvor unbewaffnete Demonstranten getötet worden. Zunächst erfolgte die Entlassung von Gabriel Olonisakin, dem Chief of Defence Staff, der durch Leo Irabor ersetzt wurde. Buratais Nachfolge übernahm A.Z Gambo. Buratai ist seitdem Botschafter Nigerias in Benin.
2022 wurde er wegen der angeblichen Unterschlagung von Geldern in Milliardenhöhe von Sahara Reporters diffamiert. Die Gelder waren von der Independent Practices and other related offences Commission (ICPC) in Abuja gefunden worden. Das Medium behauptete auch, das bei ihm in Wuse eine Hausdurchsuchung stattgefunden habe. Dies sei jedoch falsch, Buratai habe dort kein Grundstück. Daneben bestreitet Buratai jegliche Beteiligung und drohte dem Medium mit einer Klage wegen Verleumdung.
Bei der Wahl in Nigeria 2023 unterstützt er den All Progressives Congress (APC) und wird im Falle eines Wahlsieges als deren Sicherheitschef gehandelt.

## Literarisches Werk
2021 erschienen die Kinderbücher The Legend of Buratai Volume 1 und 2. Die beiden Bücher beruhen auf seiner Lebensgeschichte, wurden jedoch von Sani Mohammed auch mit fantastischen Elementen angereichert. So erlegt er im Buch einen Löwen, der sein Heimatdorf terrorisierte.

## Beförderungen
| Jahr          | Streifen | Rang                             |
| ------------- | -------- | -------------------------------- |
| Dezember 1983 |          | Second lieutenant (Commissioned) |
| 1985          |          | Lieutenant                       |
| 1989          |          | Captain                          |
| 1994          |          | Major                            |
| 1998          |          | Lieutenant Colonel               |
| 2004          |          | Colonel                          |
| 2009          |          | Brigadier General                |
| 2012          |          | Major General                    |
| August 2015   |          | Lieutenant General               |

## Auszeichnungen
- Forces Service Star (FSS)
- Meritorious Service Star (MSS)
- Distinguished Service Star (DSS)
- Grand Service Star (GSS).
- Pass Staff Course Dagger (psc(+))
- Field Command Medal
- Training Support Medal
- United Nations Medal for Angolan Verification Medal II
- Commander of the Order of the Federal Republic (CFR)[17]

## Werke
- The Legend of Buratai. Volume 2. Mit Abubakar Mohammed Sani  Mereo Books 2021